# أوتو فرانك (سياسي)
أوتو فرانك (بالألمانية: Otto Franke)‏ هو سياسي ألماني، ولد في 15 سبتمبر 1877 في ألمانيا، وتوفي في 12 ديسمبر 1953 في برلين في ألمانيا. حزبياً، نشط في حزب الوحدة الاشتراكية الألماني والحزب الشيوعي في ألمانيا والحزب الديمقراطي الاجتماعي الألماني.